# Bombardeo al convoy de World Central Kitchen
El bombardeo al convoy de World Central Kitchen fue un ataque aéreo llevado a cabo por un dron de las Fuerzas de Defensa de Israel (FDI) el 1 de abril del 2024 que disparó tres misiles consecutivos contra tres automóviles pertenecientes a la ONG World Central Kitchen (WCK), matando a siete trabajadores humanitarios que habían estado distribuyendo alimentos en el norte de la Franja de Gaza, que se ha visto al borde de la hambruna por el asedio de Israel y bloqueo durante la guerra entre Israel y Gaza.
Mientras los tres coches de WCK se alejaban tras haber escoltado a un camión hasta un almacén de alimentos, un dron israelí disparó un misil contra uno de ellos, y los trabajadores humanitarios afectados fueron trasladados a uno de los dos coches restantes, que siguió conduciendo y avisó a las autoridades militares israelíes que habían sido atacados. Sin embargo, unos segundos más tarde, otro misil impactó en su coche, cuando éste había recorrido unos 800 metros. Los supervivientes heridos en el segundo coche fueron trasladados al tercer coche y habían recorrido unos 1,6 kilómetros antes de que un tercer misil lanzado por el dron israelí lo impactara, matando a los siete trabajadores humanitarios. La organización humanitaria dijo que había coordinado sus movimientos con las Fuerzas de Defensa de Israel cuando el convoy fue atacado.
Los siete trabajadores humanitarios muertos fueron trasladados al Hospital de los Mártires de Aqsa en Deir al-Balah y fueron vistos con equipo de protección que mostraba el logotipo de la organización benéfica. Tenían ciudadanía estadounidense, australiana, británica, palestina, polaca y canadiense.
El ataque obligó a World Central Kitchen a suspender sus operaciones en la Franja de Gaza, y su directora ejecutiva, Erin Gore, dijo en un comunicado: «Esto no es sólo un ataque contra WCK, es un ataque contra organizaciones humanitarias que aparecen en las situaciones más espantosas donde los alimentos se utilizan como arma de guerra. Esto es imperdonable». Gore calificó los ataques con aviones no tripulados como un «ataque dirigido» por parte del ejército israelí. El ataque también recibió numerosas condenas internacionales. Una investigación de Bellingcat informó que el ataque tenía «las características de un ataque de precisión israelí».
El ataque israelí dio lugar a acusaciones generalizadas por parte de politólogos, comentaristas y estudiosos del genocidio de que Israel está utilizando deliberadamente el hambre como arma de guerra, lo cual es un crimen de guerra. Australia, Catar, Estados Unidos, la Unión Europea y muchas otras entidades políticas condenaron a Israel por el ataque. Además, el papa Francisco pidió la paz en Gaza y oró por el fin de la guerra entre Israel y Gaza.

## Antecedentes
El 27 de octubre de 2023, Israel invadió la Franja de Gaza en respuesta a los ataques de Hamás del 7 de octubre. La invasión israelí provocó una grave crisis humanitaria con una asistencia sanitaria colapsada y escasez de alimentos, agua potable, medicinas y combustible causada por el bloqueo israelí de la Franja de Gaza. A la Franja de Gaza se le ha permitido la entrada de una ayuda humanitaria muy limitada a través de los puntos de control controlados por Israel, lo que ha exacerbado la crisis.
En marzo de 2024, expertos, como el Relator Especial de las Naciones Unidas sobre el derecho a la alimentación, advirtieron que Gaza podría estar sufriendo ya hambruna; mientras Jeremy Konyndyk, presidente de Refugees International, afirmó que pronto comenzaría una «mortalidad por hambruna a gran escala». Las muertes generalizadas de civiles en Gaza y el ataque inicial del 7 de octubre han dado lugar a acusaciones de crímenes de guerra contra Israel y Hamás. Se han reportado varios ataques de Israel contra trabajadores y solicitantes de ayuda civiles, y más de 173 miembros del personal de la UNRWA fueron asesinados por las fuerzas israelíes durante la guerra.
Ha habido retórica por parte de políticos israelíes contra la distribución de ayuda en Gaza. Giora Eiland, un general de división retirado, escribió que: «Para que el asedio sea efectivo, tenemos que impedir que otros presten asistencia a Gaza». Sus palabras fueron citadas por la delegación sudafricana en la CIJ. Poco después de que se produjera la masacre de la harina, el ministro de Seguridad Nacional israelí, Itamar Ben-Gvir, afirmó que la masacre era «otra razón por la que debemos detener la entrega de ayuda» ya que, aseguró, «pone en peligro» la vida de los soldados.
Tres días antes de los asesinatos, la Corte Internacional de Justicia había dictaminado por unanimidad que Israel debe permitir el flujo sin obstáculos de ayuda hacia Gaza y actuar «sin demora» para permitir la «provisión... de servicios básicos y asistencia humanitaria que se necesitan con urgencia». En el fallo, la CIJ dijo que Gaza «ya no se enfrenta sólo al riesgo de hambruna», sino que «la hambruna se está apoderando» y que, según observadores de la ONU, 31 personas, entre ellas 27 niños, ya habían muerto de desnutrición y deshidratación. Este fallo fue en respuesta a las medidas provisionales ordenadas en el caso Sudáfrica contra Israel por violación de la Convención para la Prevención y la Sanción del Delito de Genocidio, donde Sudáfrica había presentado una segunda solicitud de medidas adicionales, solicitando al tribunal que ordenara medidas de emergencia adicionales para exigir que Israel proporcionara asistencia humanitaria para hacer frente al hambre y la hambruna en Gaza.
Dos días antes de los ataques, un francotirador israelí alcanzó un vehículo del WCK. La organización humanitaria presentó una denuncia ante Israel por este incidente y exigió garantizar la seguridad de sus trabajadores.

## Ataque

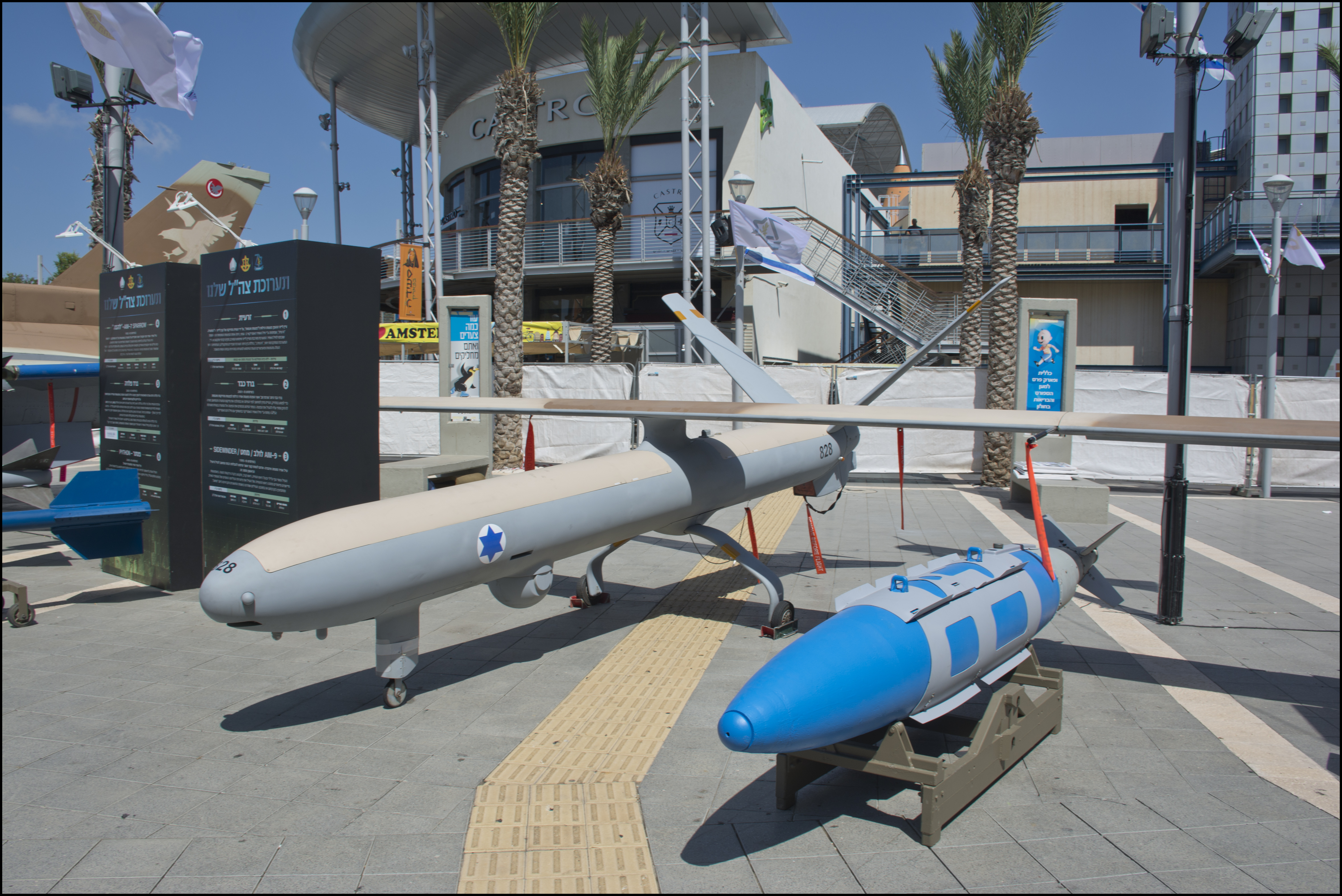
Un dron israelí Elbit Hermes 450 similar al utilizado por las FDI para atacar el convoy humanitario.

El 1 de abril de 2024, un dron israelí Elbit Hermes 450 disparó tres misiles consecutivamente contra un convoy de la ONG World Central Kitchen (WCK), matando a los siete trabajadores humanitarios que viajaban en ellos. Los coches habían partido el lunes por la noche para escoltar a un camión de ayuda que se dirigía a un almacén de alimentos en Deir al-Balah, en la región central de la Franja de Gaza. Según fuentes militares israelíes, se vio a un hombre armado en el camión que había llegado al almacén. Tanto el camión como el hombre armado se habían quedado en el almacén —Según la investigación posterior de las FDI ese hombre armado era en realidad un trabajador humanitario, que llevaba una bolsa—, pero los tres coches partieron por una ruta coordinada y previamente aprobada con el ejército israelí.
Mientras conducía después de haber abandonado el almacén de alimentos, un dron israelí disparó un misil contra uno de los tres coches del convoy y los trabajadores humanitarios afectados fueron trasladados a otro de los dos coches restantes, que continuaron conduciendo y avisaron al ejército israelí de que habían sido atacado. Sin embargo, unos segundos más tarde otro misil impactó en su coche. Los supervivientes heridos en el segundo coche estaban siendo trasladados al tercer coche cuando un tercer misil lanzado por el dron impactó y mató a los siete cooperantes.
El dron israelí disparó tres misiles, según fuentes de las fuerzas de Defensa de Israel, porque «la sala de guerra de la unidad responsable de la seguridad de la ruta que recorrió el convoy identificó a un hombre armado en el camión y sospechó que se trataba de un terrorista». Según la organización humanitaria, el ataque se produjo a pesar de los logotipos de los vehículos y de los «movimientos de coordinación» con las fuerzas israelíes en una «zona libre de conflicto».
Estos ataques con aviones no tripulados se produjeron horas después de que la organización benéfica WCK llevara un cargamento de alimentos al norte de la Franja de Gaza, que se ha visto cerrada a la hambruna por la invasión y el bloqueo de Israel durante la guerra entre Israel y Gaza. Más de 173 miembros del personal de la UNRWA han sido asesinados por las fuerzas israelíes desde el inicio de los combates.

## Investigación
El sitio web de periodismo de investigación especializado en verificación de hechos e inteligencia de fuentes abiertas (OSINT) Bellingcat completó una investigación visual e informó que el ataque a los trabajadores humanitarios tenía «las características de un ataque de precisión israelí». El primer coche atacado fue geolocalizado en las coordenadas 31.4118 34.3231; mientras que el segundo fue geolocalizado en 31.4168, 34.3290; y el tercero en 31.4005, 34.3115. El segundo vehículo fue alcanzado por otro misil a unos 800 metros del primer vehículo, y el tercero por otro tercer misil a 1,6 kilómetros del primer vehículo. Las dos primeras ubicaciones de los vehículos estaban en una carretera identificada por la Oficina de Naciones Unidas para la Coordinación de Asuntos Humanitarios (OCHA) como una «carretera accesible para ayuda humanitaria», mientras que la tercera estaba en un campo inmediatamente al lado de esta carretera. Bellingcat concluyó además que era «probable» que el logo de World Central Kitchen en al menos uno de los techos de los automóviles «habría sido visible desde arriba cuando se llevó a cabo el ataque».
La relatora especial de las Naciones Unidas para los Territorios Palestinos ocupados, Francesca Albanese, aseguró el 2 de abril en un comunicado publicado en X (antigua Twitter) que el Ejército de Israel mató «intencionadamente» a los cooperantes para provocar que las organizaciones humanitarias se retiren y los palestinos sigan pasando hambre:

Conociendo cómo opera Israel, mi evaluación es que las fuerzas israelíes mataron intencionalmente a los trabajadores de WCK para que los donantes se retiraran y los civiles en Gaza puedan seguir muriendo de hambre en silencio. Israel sabe que los países occidentales y la mayoría de los países árabes no moverán un dedo por los palestinos.

Al-Jazeera Sanad analizó «información de fuentes abiertas, testimonios de testigos e imágenes del sitio», concluyó que los ataques de las Fuerzas de Defensa de Israel fueron «intencionales», ya que «apuntaron a tres vehículos pertenecientes a WCK, uno a la vez», con los daños al segundo y tercer coche «sugieren que los coches fueron atacados desde el aire». Las marcas de WCK en los coches llevaron a Al-Jazeera Sanad a concluir que la ONG «cumplía y había habido coordinación previa entre ellos y el ejército israelí sobre los movimientos». Un testigo del primer ataque, dijo que los heridos del primer ataque fueron trasladados a un segundo vehículo blindado para continuar su viaje.
BBC citó a dos expertos en armas que analizaron los restos de los automóviles para concluir que los automóviles probablemente fueron alcanzados por misiles de drones. El propio análisis de la BBC de la distancia entre los tres vehículos indicó que se produjeron múltiples ataques. También llegaron a la conclusión de que el ataque israelí «parece haber consistido en múltiples ataques de precisión», citando a un investigador de armas que afirmó que el resultado «parece consistente con las municiones desplegadas» por drones.
Haaretz citó a una fuente de defensa israelí diciendo que «las unidades en el campo deciden lanzar ataques sin ninguna preparación, en casos que no tienen nada que ver con la protección de nuestras fuerzas». Citando además fuentes de defensa israelíes, Haaretz informó que los vehículos destruidos «estaban claramente marcados en el techo y los costados» como pertenecientes a la Cocina Central Mundial, y habían «viajado a lo largo de una ruta previamente aprobada y coordinada con las FDI», pero «la sala de guerra de la unidad responsable de la seguridad de la ruta ordenó a los operadores de drones atacar», ante la «sospecha de que un terrorista viajaba con el convoy»; el supuesto terrorista era «un hombre armado» que viajaba en el camión que trasportaba ayuda humanitaria escoltado por los coches hasta un almacén de alimentos en Deir al-Balah; Los coches habían dejado el camión en el almacén, y el «hombre armado no salió del almacén», pero aun así se ordenaron los ataques israelíes que se realizaron con un dron Elbit Hermes 450.
El 5 de abril, se mostraron a los periodistas imágenes editadas del ataque, pero no mostraban el momento en que fue atacado el convoy. El vídeo completo no ha sido publicado.

### Investigación del Ejército de Israel

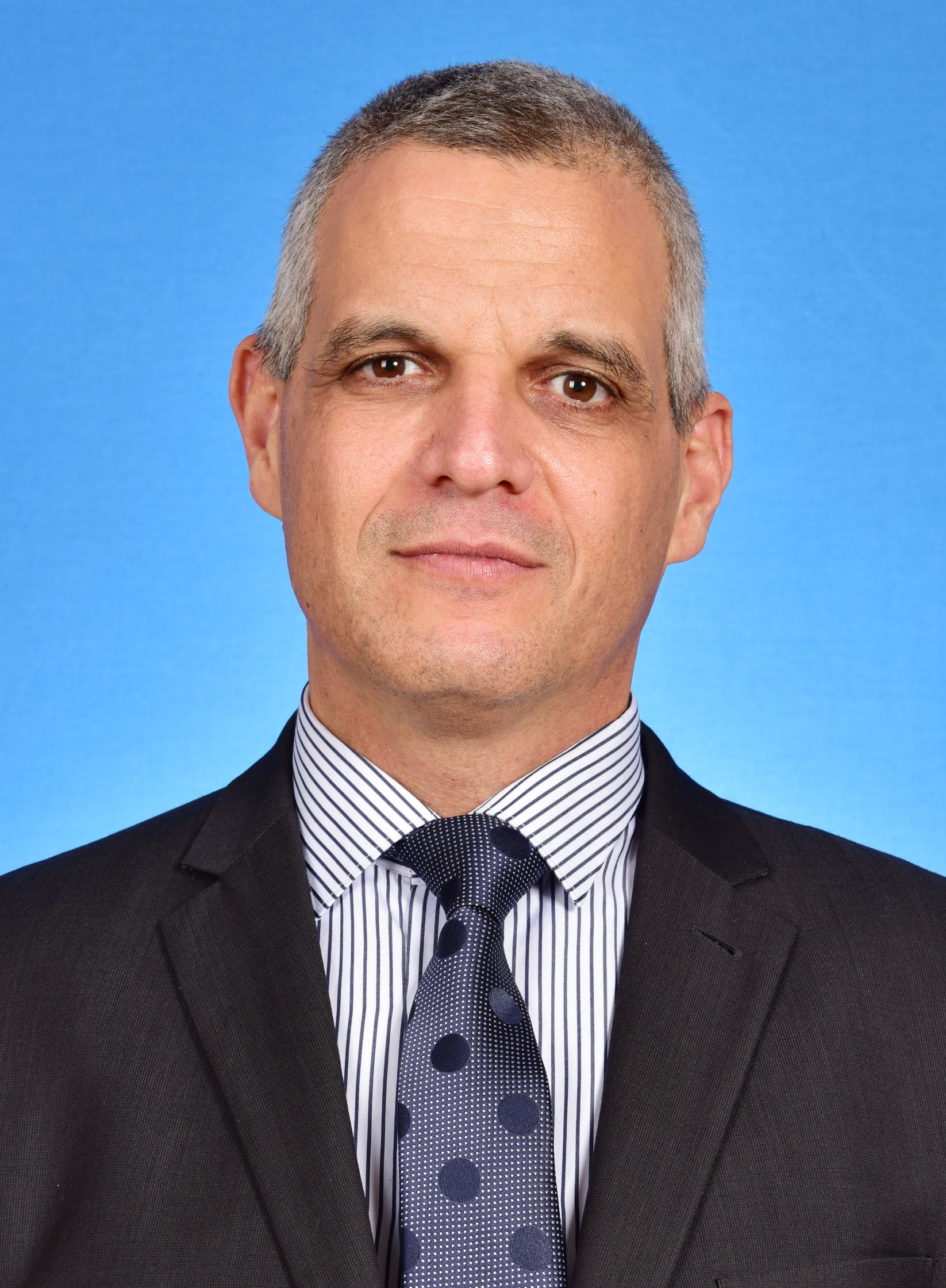
El general de división (retirado) Yoav Har-Even quien dirigió la investigación del ataque al convoy de World Central Kitchen

La investigación de las FDI fue dirigida por el general de división (retirado) Yoav Har-Even —quien trabaja como presidente y director ejecutivo de Rafael Advanced Defense Systems— y el 4 de abril de 2024 dio cuenta de los hallazgos iniciales de la investigación sobre el ataque ante un grupo de periodistas internacionales, en el edificio del Ministerio de Defensa en Tel Aviv. Las FDI admitieron que la WCK coordinó sus planes para la noche con ellos, pero afirmaron que internamente dentro de las FDI, estos planes no fueron comunicados a sus fuerzas operativas. Admitieron además haber matado a los trabajadores humanitarios, afirmando que los operadores de drones dispararon tres misiles contra los coches del WCK, destruyendo los coches uno por uno entre las 23:09h y las 23:13h, a pesar de que algunos trabajadores humanitarios supervivientes se trasladaron entre los coches en un intento escapar y que los tres ataques aéreos violaban los procedimientos del Ejército israelí. Las pruebas de la investigación fueron entregadas al Fiscal General Militar, para determinar si hubo una conducta criminal. Además, despidieron a un mayor que dirigía el equipo de apoyo de fuego, así como a un coronel que era el jefe de Estado Mayor de brigada. El comandante de división, el comandante de brigada y el general a cargo del Comando Sur de las FDI fueron amonestados formalmente.
WCK rechazó la investigación de las FDI, que se completó apresuradamente, por carecer de credibilidad, y el fundador de la organización, José Andrés, dijo en una declaración que: «Las FDI no pueden investigar de manera creíble su propio fracaso en Gaza. No es suficiente simplemente tratar de evitar más muertes humanitarias, que ahora se acercan a las 200. Todos los civiles necesitan ser protegidos, y todas las personas inocentes en Gaza necesitan ser alimentadas y seguras. Y todos los rehenes deben ser liberados».
The Guardian informó que la investigación se completó apresuradamente y que no había logrado responder preguntas importantes, incluido por qué los comandantes israelíes violaron las reglas operativas de su ejército y por qué los soldados no sabían que vehículos humanitarios operaban en el área con permiso israelí. Agregó además que los hallazgos de la investigación probablemente renovarán el escepticismo sobre los procesos de toma de decisiones del ejército israelí, ya que grupos de ayuda, organizaciones de derechos humanos y palestinos han acusado repetidamente a Israel de disparar imprudentemente.
El experto en derecho internacional Douglas Guilfoyle escribió que el ataque «fue casi con certeza un crimen de guerra. De hecho, me cuesta ver cómo es posible otra conclusión».
Las FDI identificaron a dos de los soldados que, según dijeron, eran responsables del ataque. El de mayor rango de los dos es el coronel Nochi Mandel, jefe de Estado Mayor de la Brigada Nahal, Mandel es un colono de Cisjordania y «nacionalista religioso». En enero de 2024, Mandel, junto con otros 130 oficiales de reserva de las FDI, firmó una carta abierta implorando que Gaza fuera privada de ayuda humanitaria y que no se permitieran «los suministros humanitarios y el funcionamiento de hospitales dentro de la ciudad de Gaza». El destacado abogado británico Michael Mansfield consideró que la carta «es claramente relevante para un estado de ánimo particular» de quienes están detrás de los ataques, indicando que «el objetivo del ejército israelí [no] es principalmente Hamás sino Gaza en su conjunto al convertir la ayuda en armas bajo condiciones de asedio».

## Víctimas
Siete personas murieron y fueron trasladadas al Hospital de los Mártires de Aqsa en la localidad gazatí de Deir al-Balah. y fueron vistos usando equipo de protección que mostraba el logotipo de la organización benéfica. Entre los siete trabajadores humanitarios muertos en el ataque se confirmó que había ciudadanos británicos, australianos, polacos, palestinos y con doble nacionalidad estadounidense-canadiense. Las víctimas incluyeron: 
- Saif Abu Taha, un palestino local de Rafah.[38]
- Damian Soból, un polaco de Przemysl[39]
- Lalzawmi "Zomi" Frankcom, una ciudadana australiana[40]
- James Henderson, un ciudadano británico de 33 años quien supuestamente había servido en los Royal Marines[41]
- John Antony Chapman, un ciudadano británico de 57 años quien supuestamente había servido en los Royal Marines[41]
- James Kirby, un británico[42]
- Jacob Flickenger, un ciudadano canadiense-estadounidense[43]

## Consecuencias
El jueves 4 de abril, Proactiva Open Arms y World Central Kitchen (WCK) anunciaron que habían decidido suspender la misión conjunta que llevaban a cabo en el corredor humanitario marítimo de Gaza tras el «devastador ataque sufrido por el convoy humanitario de la organización fundada por el chef José Andrés, y la muerte de siete personas cooperantes de WCK. Este ataque, perpetrado por las Fuerzas de Defensa de Israel (IDF) el pasado lunes, marca un doloroso punto de inflexión en nuestros esfuerzos por aliviar la crisis humanitaria en Gaza».
Varias organizaciones de ayuda humanitaria que operan en la Franja de Gaza también decidieron suspender sus operaciones después del ataque. Entre las organizaciones que han decidido suspender sus operaciones se encuentran Anera y Project HOPE; el responsable de relaciones con los medios de Anera, Steve Fake, afirmó que «la naturaleza descarada del ataque al convoy de WCK ha demostrado que los trabajadores humanitarios están actualmente bajo ataque». Debido a los ataques israelíes, los barcos de ayuda de WCK que se dirigían a Gaza y transportaban 240 toneladas de ayuda se han visto obligados a regresar a Chipre, debido a preocupaciones de seguridad.
La familia de Zomi Frankcom pidió una investigación independiente y posibles cargos por crímenes de guerra. Los padres de Jacob Flickinger calificaron su muerte de «crimen», rechazaron las disculpas de Israel, pidieron una investigación independiente y que Estados Unidos dejara de proporcionar ayuda militar a Israel mientras utilizan «la comida como arma».
El 30 de noviembre de 2024, Israel llevó a cabo un nuevo un ataque aéreo contra un vehículo de World Central Kitchen en Jan Yunis que mató a cinco personas, incluidos tres trabajadores humanitarios. Una de las víctimas del ataque aéreo israelí fue Mahmoud Almadhoun, que dirigía el Comedor de beneficencia de Gaza con su familia y cuyo hermano murió en un ataque aéreo israelí en noviembre de 2023. La organización volvió a detener sus operaciones en Gaza tras el ataque aéreo.

## Reacciones

### World Central Kitchen
La directora ejecutiva de WCK, Erin Gore, dijo en un comunicado: «esto no es sólo un ataque contra WCK, es un ataque contra organizaciones humanitarias que aparecen en las situaciones más espantosas donde los alimentos se utilizan como arma de guerra. Esto es imperdonable». Gore continuó afirmando que: «Nosotros, World Central Kitchen y el mundo, perdimos hermosas vidas hoy debido a un ataque selectivo de las FDI».

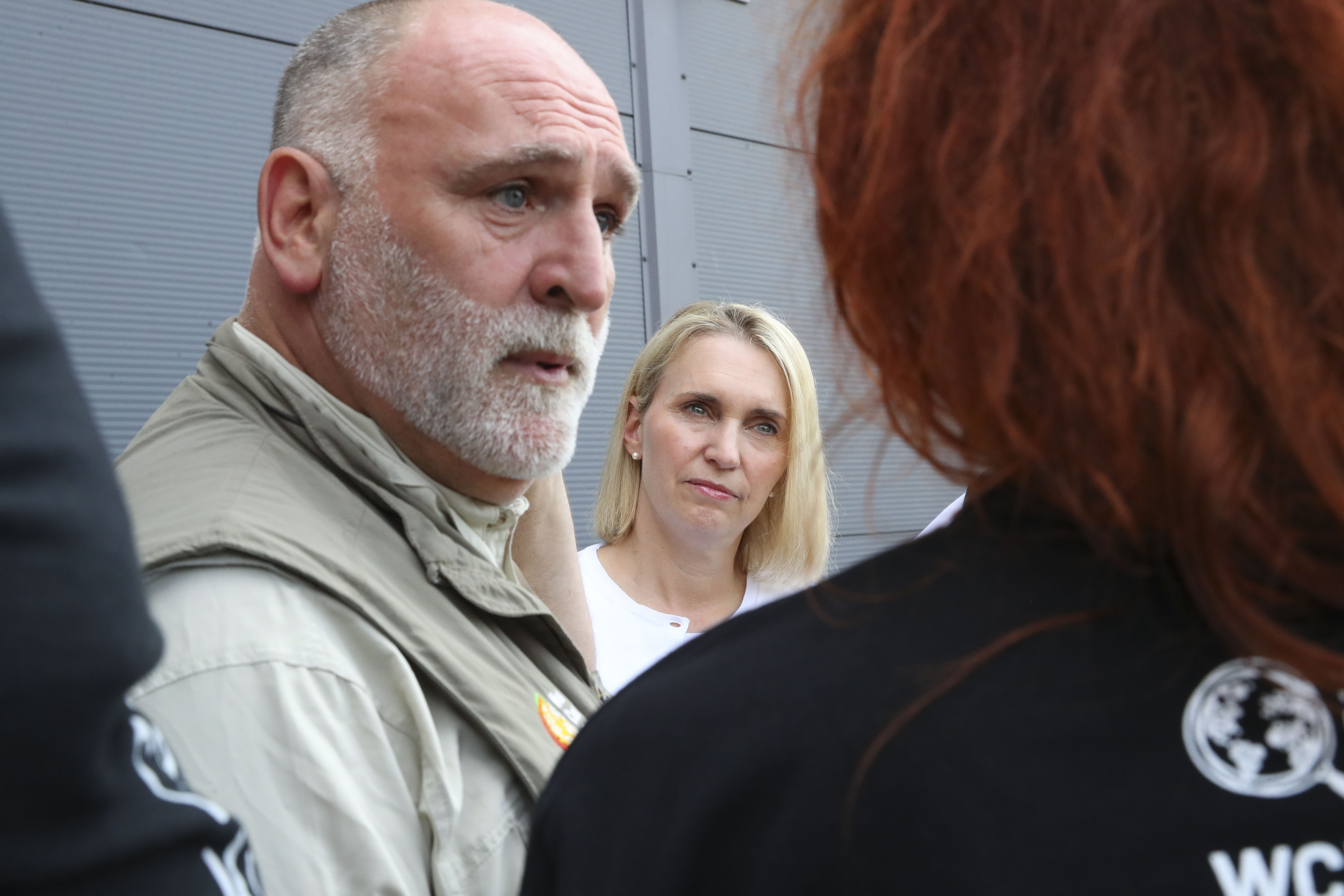
José Andrés, fundador de World Central Kitchen (foto tomada en Ucrania en 2022)

El chef José Andrés y fundador de la ONG World Central Kitchen que había servido hasta abril de 2024, cuarenta y dos millones de comidas para los gazatíes durante la guerra y que había pedido que se cesase a la  ministra de Derechos Sociales y Agenda 2030, Ione Belarra, por denunciar el genocidio israelí e incluso acusarla de prorrusa; tachaba de imperdonable el asesinato de siete miembros de la ONG por parte de Israel e instaba al país hebreo a «poner fin a esta matanza indiscriminada. Tiene que dejar de restringir la ayuda humanitaria, dejar de matar a civiles y trabajadores humanitarios y dejar de utilizar los alimentos como arma. No se perderán más vidas inocentes. La paz comienza con nuestra humanidad compartida. Tiene que empezar ahora». También afirmó sentirse «desconsolado y afligido por sus familias y amigos y por toda nuestra familia WCK. Estas son personas... ángeles... serví junto a ellos en Ucrania, Gaza, Turquía, Marruecos, Bahamas, Indonesia. No tienen rostro... no tienen nombre». En una declaración separada, Andrés dijo: «Los ataques aéreos contra nuestro convoy no fueron simplemente un desafortunado error en la niebla de la guerra. Fue un ataque directo contra vehículos claramente señalizados cuyos movimientos eran conocidos por las FDI». Andrés hizo otra declaración en video en la que acusó a las FDI de atacar sistemática y deliberadamente a los trabajadores humanitarios con la intención de matar a todos los que estaban en el convoy. Exigió una entidad neutral por encima de las FDI para llevar a cabo la investigación.

### Hamás
Hamás condenó los ataques con aviones no tripulados en una declaración e instó a la comunidad internacional a tomar medidas: «Este crimen confirma una vez más que la ocupación continúa su política de asesinato deliberado de civiles inocentes, equipos de ayuda internacionales y organizaciones humanitarias, en sus esfuerzos por aterrorizar a quienes trabajan en ellos e impedirles llevar a cabo sus deberes humanitarios».

### Israel
Las FDI dijeron en un comunicado que están «llevando a cabo una revisión exhaustiva al más alto nivel para comprender las circunstancias de este trágico incidente».Una fuente militar israelí dijo a la radio del ejército que el ataque fue «el peor que Israel ha visto en la guerra». El primer ministro Benjamín Netanyahu describió el ataque como un incidente trágico en el que las fuerzas israelíes atacaron involuntariamente a personas inocentes. Además afirmó que su Gobierno está en contacto con los países de las víctimas y hará «todo lo posible» para que no vuelva a ocurrir. El jefe del Estado Mayor de Israel, Herzi Halevi, afirmó que el ataque «fue un grave error» que no fue «intencionado» y que «no debería haber ocurrido».
El ministro de Seguridad Nacional de Israel, el ultraderechista Itamar Ben-Gvir, criticó la decisión del jefe de Estado Mayor de destituir a los dos oficiales ya que según afirmó esa decisión supone «un grave error» y «transmite debilidad». Además, defendió que a pesar de los «errores de identificación» los soldados deben ser «respaldados» y «no juzgados en un tribunal de campaña».

### Internacionales

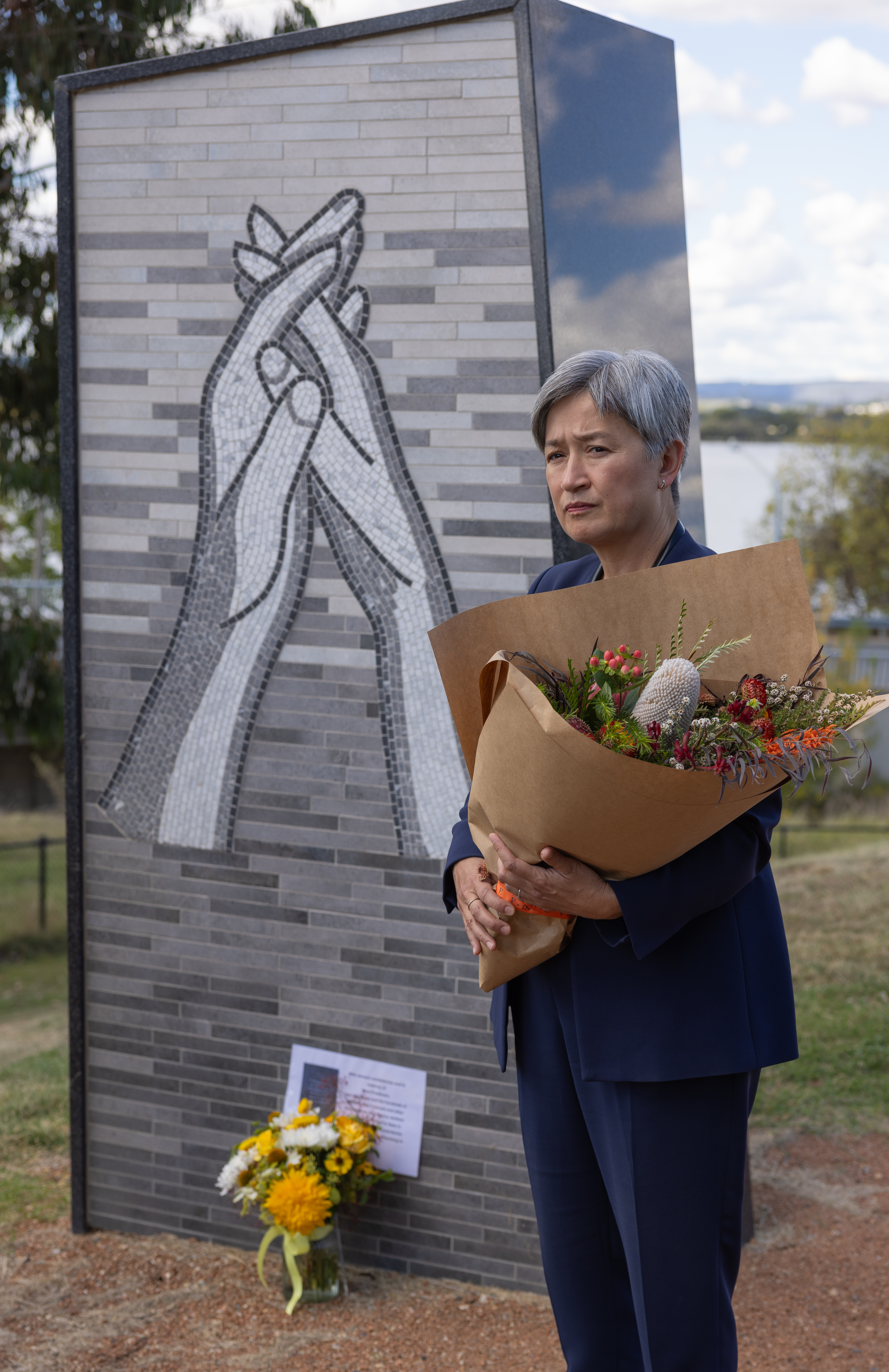
Penny Wong, ministra de Asuntos Exteriores, deposita una ofrenda floral en un monumento conmemorativo a Zomi Frankcom en Australia

Otros países, funcionarios y organizaciones que denunciaron el ataque incluyen: la Comisión Europea, Irán, Jordania, el jefe de ayuda de emergencia de la ONU, Martin Griffiths, el Consejo Noruego para los Refugiados, Open Arms, que estaban entregando alimentos con WCK, Escocia, el director general de la OMS, Tedros Adhanom Ghebreyesus y la jefa del Programa Mundial de Alimentos, Cindy McCain.
- Alemania: la ministra de Exteriores de Alemania, Annalena Baerbock, dio el pésame a las familias de los siete empleados de WCK y aseguró que «no se puede permitir que ocurran incidentes como este» además pidió una investigación «rápida y exhaustiva» de lo que definió como un «terrible incidente» y solicitó que los trabajadores humanitarios puedan llevar a cabo su «importante trabajo» de forma segura.[62]

- Australia: el primer ministro Anthony Albanese calificó la muerte del ciudadano australiano como «completamente inaceptable» y que el Departamento de Asuntos Exteriores y Comercio (DFAT) había pedido explicaciones al embajador israelí.[40] El DFAT declaró que buscaba del gobierno israelí «una investigación exhaustiva y rápida».[63] Posteriormente Albanese, criticó la explicación que Israel dio sobre la muerte de la cooperante australiana: «Zomi Frankcom viajaba en un vehículo claramente identificado como vehículo de ayuda humanitaria. No debería haber estado en riesgo. No debería haber estado en peligro. Y lo que no es suficientemente bueno son las declaraciones que se han hecho, incluyendo que esto es sólo producto de la guerra».[64]

- Bélgica: el ministro de Asuntos Exteriores, Hadja Lahbib, afirmó que «los trabajadores humanitarios realizan un trabajo esencial y deben ser protegidos, al igual que los civiles», y añadió que «demasiados de ellos son víctimas del conflicto en Gaza».[65]

- China: Pekín dijo que está «conmocionado» y denunció el ataque israelí, el portavoz del Ministerio de Asuntos Exteriores, Wang Wenbin, afirmó que «China se opone a todos los actos que dañan a civiles, dañan instalaciones civiles y violan el derecho internacional».[66]

- Chipre: el Ministerio de Asuntos Exteriores pidió una investigación «rápida y concluyente» y afirmó que el derecho internacional y humanitario es «absoluto» y añadió que «los trabajadores de ayuda humanitaria siempre deben ser respetados y protegidos».[67]

- Colombia: en un comunicado de prensa, el Ministerio de Relaciones Exteriores expresó su solidaridad con las familias de las víctimas y el WCK, al tiempo que instó a Israel a «garantizar la protección de las ONG presentes» en la Franja de Gaza, así como a respetar el derecho internacional humanitario. El ministerio también pidió una investigación «exhaustiva e independiente» sobre el ataque aéreo, y reiteró la importancia de garantizar el acceso a la ayuda humanitaria en la Franja de Gaza.[68]

- Egipto: el Ministerio de Asuntos Exteriores afirmó que los asesinatos fueron violaciones «flagrantes» del derecho internacional y pidió una investigación completa sobre el ataque.[69]

- Escocia: el primer ministro Humza Yousaf pidió el fin inmediato de la venta de armas por parte del Reino Unido a Israel, diciendo: «El número de muertos civiles es intolerable, al igual que el asesinato de trabajadores humanitarios que entregan ayuda vital a los palestinos que enfrentan el hambre y la violencia a manos de este gobierno israelí. Al no detener la venta de armas a Israel, el Reino Unido corre el peligro de ser cómplice del asesinato de civiles inocentes».[70]

- España: el presidente del gobierno, Pedro Sánchez, dijo que estaba «esperando y exigiendo una explicación al gobierno israelí» por la muerte de los siete cooperantes. Previamente en un comunicado en Twitter dijo estar «horrorizado» por los ataques.[71] Tras las explicaciones dadas por las FDI y el primer ministro Netanyahu, Sánchez las consideró «completamente inaceptables e insuficientes».[72]

- Estados Unidos: la portavoz del Consejo de Seguridad Nacional, Adrienne Watson, escribió en X que Estados Unidos estaba «desconsolado y profundamente preocupado» por el ataque y añadió que «se debe proteger a los trabajadores de ayuda humanitaria mientras entregan la ayuda que se necesita desesperadamente, e instamos a Israel a investigar rápidamente lo sucedido».[7] El presidente del país, Joe Biden, mantuvo una conversación telefónica el jueves 4 de abril con el primer ministro israelí, Benjamín Netanyahu, en la que le reprochó los «inaceptables» ataques sobre trabajadores humanitarios.[73]

- Unión Europea: el jefe de Política Exterior Josep Borrell condenó el ataque: «e insto a una investigación. A pesar de todas las exigencias para proteger a los civiles y a los trabajadores humanitarios, vemos nuevas víctimas inocentes». Continuó afirmando que: «esto demuestra que la resolución [del Consejo de Seguridad de la ONU] que pide un alto el fuego inmediato, pleno acceso humanitario y una protección reforzada de los civiles debe implementarse de inmediato».[7]

- Irlanda: el ministro de Asuntos Exteriores y de Defensa, Micheál Martin, declaró que está «consternado por la muerte de los trabajadores humanitarios en un ataque israelí, asesinados mientras proporcionaban ayuda vital al pueblo de Gaza».[74]

- Islamic Relief: el grupo humanitario condenó el ataque y dijo que estaba «indignado por otro ataque mortal contra los trabajadores humanitarios».[75]

- Organización de las Naciones Unidas: el jefe de Asuntos Humanitarios de Naciones Unidas, Martin Griffiths, expresó su «indignación» por la muerte de los siete trabajadores humanitarios y que estos hechos y quienes los respaldan «son indefendibles». Calificó a los cooperantes como «héroes, asesinados mientras intentaban alimentar a una población hambrienta. Mis condolencias a sus familiares y compañeros».[76] El secretario general de la ONU, António Guterres, expresó sus condolencias a la ONG World Central Kitchen (WCK) y afirmó que «La multitud de este tipo de sucesos es el resultado inevitable de la forma en que se está llevando a cabo actualmente esta guerra».[77]

- Polonia: el ministro de Asuntos Exteriores, Radosław Sikorski, expresó sus condolencias por la muerte del ciudadano polaco y dijo que pidió personalmente «explicaciones urgentes» al embajador de Israel.[37] Posteriormente el primer ministro, Donald Tusk, solicitó al Gobierno de Israel «una explicación completa e inmediata de las circunstancias de la tragedia, así como una indemnización para los familiares de las víctimas de este ataque».[78]

- Reino Unido: el ministro de Asuntos Exteriores, David Cameron, pidió a Israel que dé una explicación transparente del ataque.[79] Mientras que el primer ministro Rishi Sunak dijo que estaba «conmocionado y entristecido» por la muerte de al menos un voluntario británico durante el ataque.[74]

- Ciudad del Vaticano: el papa Francisco condenó el ataque de Israel y pidió la paz en Gaza y Ucrania.[9]